# Лютеранская церковь Святой Троицы (Манхэттен)
Лютеранская церковь Святой Троицы (англ. Holy Trinity Lutheran Church) — храм на 26-й улице у проспекта Сентрал-парк Уэст, в квартале Верхний Вест-Сайд, в районе Манхэттен в Нью-Йорке. Здание в стиле неоготики построено в 1902—1904 году по проекту фирмы Шикель и Дитмарс.
Храм представляет собой двухъярусное каменное сооружение с домом приходского священника. Здание занимает приход во имя Святой Троицы Евангелической лютеранской церкви в Америке.
Храм входит в исторический округ Сентрал-Парк-Уэст, в составе которого 9 ноября 1982 года комиссией по сохранению достопримечательностей Нью-Йорка он был включён в список Национального реестра исторических мест США.

## История
Приход во имя Святой Троицы был основан 27 января 1868 году после выхода части прихожан из состава прихода лютеранской церкви Святого Якова. В XIX веке большая часть нью-йоркских лютеран имело немецкое происхождение. Приход Святая Троица был одной из немногих лютеранских общин, в которой богослужения совершались на английском языке. Первая церковь, в которой располагался приход находилась по адресу 47 Уэст 21-я улица, в здании, первоначально построенном для реформатской нидерландской церкви Святого Павла.
Лютеранский храм Святой Троицы был построен между 1902 и 1904 годами. Здание церкви было построено по проекту архитектурной фирмы «Шикель и Дитмарс», известной проектами римско-католических храмов или зданий для клиентов немецкого происхождения.
С 1968 года в храме во время вечерних богослужений регулярно исполняется музыка Иоганна Себастьяна Баха Вечерни, согласно системе установленной самим композитором (музыка для каждого вечернего богослужения исполняется в определённый им день). Церковно-приходским хором имени Баха исполняются гимны и другие литургические произведения, выпущенные издательством «Аугсбургская крепость». При храме члены прихода содержат благотворительную столовую для людей, страдающих от ВИЧ / СПИДа и венерических заболеваний.

## В культуре
В фильме 1970 года «Вне города» персонаж Гвен Келлерман (в исполнении Сэнди Деннис) советует помолиться своему мужу Джорджу Келлерману (в исполнении Джека Леммона) в церкви, чтобы пережить ночь хаоса. Они приходят в церковь Святой Троицы, чтобы помолиться, но из храма их выставляют телевизионные продюсеры, которые снимают в нём на плёнку поставленное богослужение.
В фильме 1984 года «Охотники за привидениями» неистовствующий Зефирный великан наступает на церковь Святой Троицы и разрушает её, заставив персонажа Питера Венкмана (в исполнении Билла Мюррея) крикнуть: «Никто не наступит на церковь в моем городе!»